# Восточный Суссекс
Восточный Суссекс (Ист-Сассекс, англ. East Sussex /ˈsʌsɪks/) — графство на юге Англии. Входит в состав региона Юго-Восточная Англия. Столица — Льюис, крупнейший город — Брайтон. Население 761 800 человек (28-е место среди графств; данные 2007 года).

## География
Общая площадь территории 1792 км² (33-е место); территория административной области — 1709 км² (30-е место).

## Административное деление
В состав графства входит 5 административных районов и 1 унитарная единица.
|  | 1. Брайтон-энд-Хов (унитарная единица) 2. Льюис 3. Уэлден 4. Истборн 5. Ротер 6. Гастингс |

## Экономика
Производство электроники, гипса, дерева.